# ديفيد سوزا
ديفيد سوزا هو لاعب كرة قدم برازيلي، ولد في 4 يوليو 2001.